# Lobophora planicolor
Lobophora planicolor là một loài bướm đêm trong họ Geometridae.